# Chiesa di San Maurizio (Porlezza)
La chiesa di San Maurizio è un edificio di culto cattolico situato a Porlezza, in provincia di Como e arcidiocesi di Milano; fa parte del decanato di Porlezza.

## Storia e descrizione
Esempio di architettura romanica comacina dei secoli XI e XII, la chiesa deve la propria dedicazione al periodo in cui la pieve di Porlezza costituiva un feudo del monastero maggiore di Milano, dedicato appunto a San Maurizio martire. 
La chiesa si trova ai piedi del monte Galbiga, nei pressi dell'attuale strada di collegamento tra Porlezza e Osteno. L'edificio è storicamente attestato anche come chiesa di San Maurizio presso il lago, il che lascia supporre che in tempi antichi l'area verde che ora ospita il complesso religioso fosse bagnata dal lago di Lugano. 
La chiesa si compone di un oratorio romanico (X-XI secolo) e di un campanile di 18 m a pianta quadrata (XII secolo). Del complesso faceva inoltre parte un battistero a pianta quadrata, edificio del quale restano solo alcuni resti a nord-est del campanile. L'altezza e il distanziamento del campanile dal resto della chiesa lascia intendere che la torre fosse in origine usata come postazione di segnalazione e controllo del territorio. 
La prima menzione storica dell'oratorio è in un documento datato 1066. Citato sia nel Liber Notitiae Sanctorum Mediolani sia negli atti delle visite pastorali di Carlo Borromeo e del cugino Federico, l'oratorio fu più volte investito da frane distaccatesi dal monte Galbiga.
Una prima frana si verificò tra la fine del XV secolo e l'inizio del successivo, provocando danneggiamenti che si aggiunsero a quelli registrati durante la visita pastorale del 1578< anno in cui l'oratorio non risultava più possedere alcun tetto). Nel 1606, i detriti risultavano ancora coprire parte delle pareti esterne.
A seguito del fallimento dell'avvio di una campagna di ristrutturazione, dapprima Federico Borromeo (nel 1619) e poi Cesare Monti (nel 1640) ordinarono l'abbattimento della chiesa.
La distruzione dell'edificio avvenne per mezzo di un'altra frana, che avvenne tra il 1640 e il 1712. Quest'ultimo smottamento risparmiò il campanile ma travolse completamente la chiesetta, che rimase sepolta fino al 1966.
Sotto il pavimento della chiesa, il cui livello è stato più volte alzato nel corso dei secoli, sono state ritrovate alcune tombe di fanciulli.
Una volta riportato alla luce ciò che restava dell'oratorio, il 23 settembre 1979 si celebrò una prima messa all'aperto; a conclusione dei restauri, nel 1982 l'oratorio venne consacrato da Carlo Maria Martini alle vittime della montagna. 
Il campanile, alto 18 m, è dotato di un sacello del XIV secolo ed è caratterizzato da aperture sui quattro lati ad ordini sovrapposti di feritoie, monofore e due bifore. 
Dell'antico battistero sopravvivono solo un pavimento in pozzolana e una vasca battesimale in serizzo.

### Approfondimenti
- Alverio Gualandris, Il San Maurizio di Porlezza, Porlezza, Gruppo Alpini Val Rezzo Porlezza, 2016.
- Alverio Gualandris, Porlezza, Menaggio, Attilio Sampietro Editore, 2003.